# Mangora

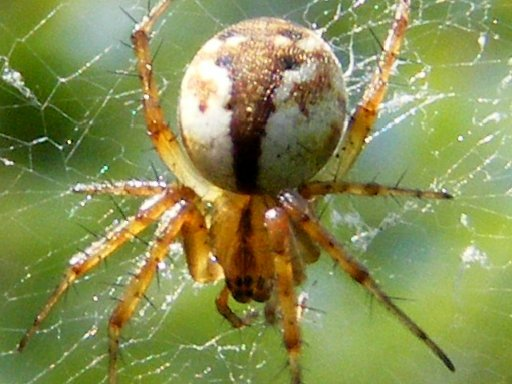
Mangora placida

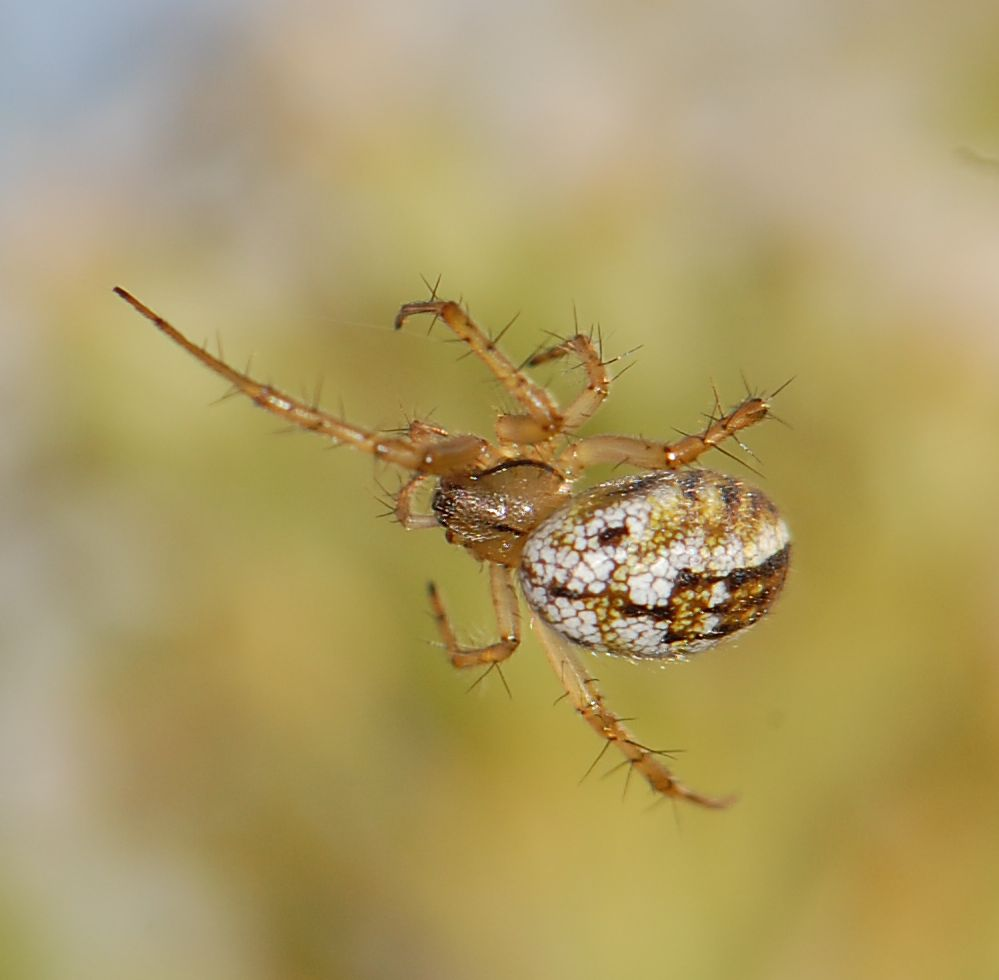
Mangora acalypha

Mangora – rodzaj pająków z rodziny krzyżakowatych.
Rodzaj ten został opisany w 1889 roku przez Octaviusa Pickard-Cambridge'a.
Pająki te mają na goleniach trzeciej pary odnóży dwa rzędy pierzastych trichobotriów. Samice osiągają do około 13 mm długości ciała, a samce do 8 mm. Region tułowiowy ciała jest zwykle wysoki, a głowowy nachylony. Samce mają najwyżej jedną dużą szczecinkę (makrosetę) na rzepce nogogłaszczków.
Przedstawiciele rodzaju występują w Palearktyce, krainie orientalnej i w obu Amerykach: od wschodniej Kanady do Argentyny, w tym na Karaibach.
Należą tu gatunki:
- Mangora acalypha (Walckenaer, 1802)
- Mangora acaponeta Levi, 2005
- Mangora acoripa Levi, 2007
- Mangora acre Levi, 2007
- Mangora alinahui Levi, 2007
- Mangora amacayacu Levi, 2007
- Mangora amchickeringi Levi, 2005
- Mangora angulopicta Yin et al., 1990
- Mangora anilensis Levi, 2007
- Mangora antillana Dierkens, 2012
- Mangora antonio Levi, 2007
- Mangora apaporis Levi, 2007
- Mangora apobama Levi, 2007
- Mangora argenteostriata Simon, 1897
- Mangora aripeba Levi, 2007
- Mangora aripuana Levi, 2007
- Mangora asis Levi, 2007
- Mangora ayo Levi, 2007
- Mangora balbina Levi, 2007
- Mangora bambusa Levi, 2007
- Mangora barba Levi, 2007
- Mangora bemberg Levi, 2007
- Mangora bimaculata (O. Pickard-Cambridge, 1889)
- Mangora blumenau Levi, 2007
- Mangora bocaina Levi, 2007
- Mangora bonaldoi Levi, 2007
- Mangora botelho Levi, 2007
- Mangora bovis Levi, 2007
- Mangora boyaca Levi, 2007
- Mangora brokopondo Levi, 2007
- Mangora browns Levi, 2007
- Mangora caballero Levi, 2007
- Mangora cajuta Levi, 2007
- Mangora calcarifera F.O. Pickard-Cambridge, 1904
- Mangora campeche Levi, 2005
- Mangora candida Chickering, 1954
- Mangora caparu Levi, 2007
- Mangora castelo Levi, 2007
- Mangora caxias Levi, 2007
- Mangora cercado Levi, 2007
- Mangora chacobo Levi, 2007
- Mangora chanchamayo Levi, 2007
- Mangora chao Levi, 2007
- Mangora chavantina Levi, 2007
- Mangora chicanna Levi, 2005
- Mangora chiguaza Levi, 2007
- Mangora chispa Levi, 2007
- Mangora chuquisaca Levi, 2007
- Mangora cochuna Levi, 2007
- Mangora colonche Levi, 2007
- Mangora comaina Levi, 2007
- Mangora corcovado Levi, 2005
- Mangora corocito Levi, 2007
- Mangora craigae Levi, 2005
- Mangora crescopicta Yin et al., 1990
- Mangora cutucu Levi, 2007
- Mangora dagua Levi, 2007
- Mangora dianasilvae Levi, 2007
- Mangora distincta Chickering, 1963
- Mangora divisor Levi, 2007
- Mangora eberhardi Levi, 2007
- Mangora engleri Levi, 2007
- Mangora enseada Levi, 2007
- Mangora explorama Levi, 2007
- Mangora falconae Schenkel, 1953
- Mangora fascialata Franganillo, 1936
- Mangora florestal Levi, 2007
- Mangora foliosa Zhu et Yin, 1998
- Mangora fornicata (Keysering, 1864)
- Mangora fortuna Levi, 2005
- Mangora fundo Levi, 2007
- Mangora gibberosa (Hentz, 1847)
- Mangora goodnightorum Levi, 2005
- Mangora grande Levi, 2007
- Mangora hemicraera (Thorel, 1890)
- Mangora herbeoides (Bösenberg et Strand, 1906)
- Mangora hirtipes (Taczanowski, 1878)
- Mangora huallaga Levi, 2007
- Mangora huancabamba Levi, 2007
- Mangora ikuruwa Levi, 2007
- Mangora inconspicua Schenkel, 1936
- Mangora insperata Soares et Camargo, 1948
- Mangora isabel Levi, 2007
- Mangora itabapuana Levi, 2007
- Mangora itatiaia Levi, 2007
- Mangora itza Levi, 2005
- Mangora ixtapan Levi, 2005
- Mangora jumboe Levi, 2007
- Mangora keduc Levi, 2007
- Mangora kochalkai Levi, 2007
- Mangora kuntur Levi, 2007
- Mangora lactea Mello-Leitão, 1944
- Mangora laga Levi, 2007
- Mangora latica Levi, 2007
- Mangora lechugal Levi, 2007
- Mangora leticia Levi, 2007
- Mangora leucogasteroides Roewer, 1955
- Mangora leverger Levi, 2007
- Mangora logrono Levi, 2007
- Mangora maculata (Keysering, 1865)
- Mangora mamiraua Levi, 2007
- Mangora manglar Levi, 2007
- Mangora manicore Levi, 2007
- Mangora mapia Levi, 2007
- Mangora matamata Levi, 2007
- Mangora mathani Simon, 1895
- Mangora maximiano Levi, 2007
- Mangora melanocephala (Taczanowski, 1874)
- Mangora melanoleuca Mello-Leitão, 1941
- Mangora melloleitaoi Levi, 2007
- Mangora minacu Levi, 2007
- Mangora missa Levi, 2007
- Mangora mitu Levi, 2007
- Mangora mobilis (O. Pickard-Cambridge, 1889)
- Mangora montana Chickering, 1954
- Mangora morona Levi, 2007
- Mangora moyobamba Levi, 2007
- Mangora nahuatl Levi, 2005
- Mangora nonoai Levi, 2007
- Mangora novempupillata Mello-Leitão, 1940
- Mangora nuco Levi, 2007
- Mangora oaxaca Levi, 2005
- Mangora ordaz Levi, 2007
- Mangora ouropreto Santos et Santso, 2011
- Mangora oxapampa Levi, 2007
- Mangora pagoreni Levi, 2007
- Mangora palenque Levi, 2007
- Mangora paranaiba Levi, 2007
- Mangora passiva (O. Pickard-Cambridge, 1889)
- Mangora paula Levi, 2007
- Mangora peichiuta Levi, 2007
- Mangora pepino Levi, 2007
- Mangora pia Chamberlin et Ivie, 1936
- Mangora picta O. Pickard-Cambridge, 1889
- Mangora pira Levi, 2007
- Mangora piratini Rodrigues et Mendonça, 2011
- Mangora piroca Levi, 2007
- Mangora placida (Hentz, 1847)
- Mangora polypicula Yin et al., 1990
- Mangora porcullo Levi, 2007
- Mangora puerto Levi, 2007
- Mangora punctipes (Taczanowski, 1878)
- Mangora purulha Levi, 2005
- Mangora ramirezi Levi, 2007
- Mangora rhombopicta Yin et al., 1990
- Mangora rondonia Levi, 2007
- Mangora rupununi Levi, 2007
- Mangora saut Levi, 2007
- Mangora schneirlai Chickering, 1954
- Mangora sciosciae Levi, 2007
- Mangora semiargentea Simon, 1895
- Mangora semiatra Levi, 2007
- Mangora shudikar Levi, 2007
- Mangora sobradinho Levi, 2007
- Mangora socorpa Levi, 2007
- Mangora songyangensis Yin et al., 1990
- Mangora spiculata (Hentz, 1847)
- Mangora strenua (Keyserling, 1893)
- Mangora sturmi Levi, 2007
- Mangora sufflava Chickering, 1963
- Mangora sumauma Levi, 2007
- Mangora taboquinha Levi, 2007
- Mangora taczanowskii Levi, 2007
- Mangora tambo Levi, 2007
- Mangora taraira Levi, 2007
- Mangora tarapuy Levi, 2007
- Mangora tarma Levi, 2007
- Mangora tefe Levi, 2007
- Mangora theridioides Mello-Leitão, 1948
- Mangora tschekiangensis Schenkel, 1963
- Mangora umbrata Simon, 1897
- Mangora unam Levi, 2007
- Mangora uraricoera Levi, 2007
- Mangora uru Levi, 2007
- Mangora uziga Levi, 2007
- Mangora v-signata Mello-Leitão, 1943
- Mangora vaupes Levi, 2007
- Mangora velha Levi, 2007
- Mangora vianai Levi, 2007
- Mangora villeta Levi, 2007
- Mangora vito Levi, 2005
- Mangora volcan Levi, 2005
- Mangora yacupoi Levi, 2007
- Mangora yungas Levi, 2007
- Mangora zepol Levi, 2007
- Mangora zona Levi, 2007